# Немтушкін Алітет Миколайович
Немтушкін Алітет Миколайович (12 листопада 1939, Катанзький район, Іркутська область — 4 листопада 2006, Красноярськ) — евенкійський письменник, поет.

## Біографія
З родини мисливця, виховувався в школах-інтернатах і бабусею Огдо-Євдокією.
У 1957 році закінчив Ербогачонську середню школу, в 1961 році — Ленінградський педагогічний інститут імені Герцена.
Після декількох років навчання в Ленінграді і Красноярську, приїжджає працювати в Евенкії кореспондентом газети «Красноярский рабочий» по евенкійському національному округу.
У 1961 році став редактором Евенкійського радіо.
Його перша книга — збірка віршів «Ранок в тайзі — Тымани агиду» вийшла, коли Алітет був ще студентом в 1960 році. Потім з під пера Немтушкіна вийшло понад 20-ти книг, які були видані в Красноярську, Ленінграді, Москві, Якутську. Вірші і проза Немтушкіна переведені на десятки мов народів колишнього СРСР і соціалістичних країн. Найбільш значними і популярними творами Алітета Немтушкіна є віршовані збірники «Багаття моїх предків», «Дихання землі», прозові книги «Мені сняться небесні олені», «Слідопити на оленях», «Дорога в нижній світ», «Самелкіл — Мітки на оленячому вусі» та ін.
У 1986 році А. Немтушкін обирався відповідальним секретарем Красноярської письменницької організації; в 1990 році був удостоєний звання «Заслужений працівник культури»; в 1992 році був відзначений Державною премією Російської Федерації в області літератури; член Спілки письменників з 1969 року.
У 2002 році був удостоєний звання академіка Петровської Академії наук і мистецтв (м. Санкт-Петербург) поряд з такими відомими красноярцями як Віктор Астаф'єв і Тойво Ряннель.